# 오영호 (1952년)
오영호(吳永鎬, 1952년 6월 25일~2022년 3월 6일)는 대한민국의 대학 교수, 공무원이다. 한국무역협회 부회장, 서강대학교 교수, 산업자원부 제1차관을 역임했고, KOTRA(대한무역투자진흥공사) 사장을 맡았다. 본관은 해주이다.
2022년 3월 6일 숨졌다. 사망 이전 가까운 시기에 코로나19 감염·완치되었으며, 이후 건강 상태가 갑자기 나빠졌다고 알려졌다.

## 주요 경력
- 1979년 제23회 행정고시 합격
- 1980년 상공부 근무(사무관)
- 1985년 주 미국 대한민국 대사관 상무관
- 1997.12~1998.03: 통상산업부 총무과장
- 1998.03~1998.10: 산업자원부 무역위원회 무역조사실 조사총괄과장
- 1998.10~1999.12: 대통령비서실 실장 보좌관(대통령 비서실장 집무실)
- 1999.12~2000.09: 국무조정실 총괄조정관실 외교안보의정심의관
- 2000.09~2001.04: 국무조정실 외교안보심의관
- 2001.04~2002.02: 국무조정실 경제조정관실 산업심의관
- 2002.02~2002.12: 산업자원부 근무(이사관)
- 2002.12~2004.02: 산업자원부 산업기술국장
- 2004.10~2005.08: 산업자원부 차관보
- 2005.08~2006.03: 산업자원부 자원정책실장
- 2006.03~2007.02: 대통령비서실 산업정책비서관
- 2007.02~2008.02: 산업자원부 제1차관
- 2008.07: 서강대학교 서강미래기술연구원 교수
- 2008.07: 서강대학교 서강미래기술연구원 에너지환경연구소장
- 2009.03~2011.12: 한국무역협회 부회장
- 2010.11~2010.11: G20비즈니스서밋 집행위원장
- 2011.12~2014.12: 대한무역투자진흥공사 사장
- 2015.01~2016.12: 한국공학한림원 회장
- 2016.03~2022.03: 호텔신라 사외이사
- 호텔신라 감사위원회 위원
- 호텔신라 보상위원회 위원
- 한국뉴욕주립대학교 석좌교수
- SK디스커버리 사외이사
- 서울대학교 총동창회 상임부회장

## 학력
- 서울대학교 화학공학 학사
- 버지니아주립대학교 대학원 경제학 석사
- 경희대학교 대학원 경제학 박사

### 명예 박사 학위
- 순천향대학교 명예 경영학 박사

## 수상
- 2011년: 국민훈장 모란장